# Propination
Das Recht der Propination (lat. ius propinationis zu  propinare = verabreichen) war ein Privileg des polnischen Landadels (szlachta). Es gewährte Grundbesitzern ein Monopol auf die Herstellung und den Ausschank alkoholischer Getränke, insbesondere von Bier und Schnaps in ihrem Gutsgebiet. In vielen Fällen überstiegen die Gewinne aus der Propination die aus der landwirtschaftlichen Produktion.
Die Propination war ein Stützpfeiler der polnischen Wirtschaft und zugleich ein Grund für den Antisemitismus der ländlichen Bevölkerung. Im Gegensatz zu den leibeigenen Bauern wurden die Propinationsrechte fast ausschließlich von Juden gepachtet, die von den meisten anderen Berufen ausgeschlossen waren und das örtlich angebaute Getreide zu Alkohol brennen und verkaufen durften. In den von jüdischen Pächtern betriebenen Wirtshäusern tranken viele Gäste auf Kredit und verschuldeten sich damit zusätzlich zu den ihren Grundherrn geschuldeten Abgaben, die ebenfalls von jüdischen Gutsverwaltern eingetrieben wurden.
In der Regel umfasste die Propination folgende Bestimmungen:
- Abhängigen Bauern war untersagt, Alkohol zu beschaffen, der nicht in der Destillerie des Großgrundbesitzers hergestellt worden war.
- Alternativ konnte ihnen gestattet werden, selber Alkohol zu produzieren und dafür eine Abgabe zu zahlen, die sich nach der produzierten Menge richtete.
- Die Bauern mussten zu bestimmten Anlässen wie Familienfestlichkeiten, bei Kirchweihen oder an Sonn- und Feiertagen eine festgelegte Mindestmenge Wodka oder Okovita vom Grundbesitzer kaufen. Kamen sie dieser Pflicht nicht nach, wurde die fehlende Menge vor ihrem Haus vernichtet und ihnen berechnet.

Entsprechende Gesetze entstanden zuerst im 16. Jahrhundert und waren im 17. Jahrhundert weit verbreitet. Nach den Teilungen Polens 1795 galten sie im preußischen Teil bis 1845, in Galizien bis 1889 und im russischen Teil bis 1898. Der Konsumzwang führte zu verbreitetem Alkoholismus, was im 19. Jahrhundert zur Abschaffung der Propinationsbestimmungen führte.